# Méhkerék
Méhkerék is een plaats (község) en gemeente in het Hongaarse comitaat Békés. Méhkerék telt 2323 inwoners (2002).
De gemeente is de meest Roemeense van Hongarije, in 2002 gaf 74% van de inwoners aan tot de Roemeense minderheid te behoren. De naam van het dorp wordt tweetalig aangegeven, de Roemeense naam is: Micherechi.